# Rossana Casale
Rossana Casale, née le 21 juillet 1959 à New York, est une chanteuse et actrice italienne. Elle est aussi connue en France pour avoir interprété le générique, composé par Amedeo Minghi, de la série La Caverne de la Rose d'Or.

## Discographie
| Albums - 1984 – Rossana casale - 1986 – La via dei misteri - 1987 – La via dei misteri - 1989 – Incoerente Jazz - 1989 – Frammenti - 1991 – Lo stato naturale - 1992 – Brividi - 1993 – Alba argentina - 1994 – Jazz in me - 1996 – Nella notte un volo - 1999 – Jacques Brel in me - 2000 – Strani frutti - 2002 – Riflessi - 2004 – Billie Holiday in me - 2006 – Circo immaginario - 2009 – Merry Christmas in jazz | Duets - avec Alberto Fortis: Innamorata – Neve 1982 - avec Daniele Groff: Pensieri e parole - avec Eugenio Finardi: Le ragazze di Osaka - avec Fabio Concato: Bambino mio – Fatto per un mondo migliore – Petra - avec Giorgio Conte: Davvero propizio il giorno per il Toro e il Capricorno 1993 - avec Grazia Di Michele: Gli amori diversi - avec Grazia Di Michele e Tosca: Propositi and Voglio - avec Kaballà: Jorna senza data – Si fa sera 1993 - avec Mario Amici: Negli occhi e nelle mani 1993 - avec Mario Rosini: Una mano sul cuore - avec Mike Francis: Let me in - avec Renato Zero: Non arrossire 2005 - avec Sergio Endrigo: Era d'estate 2003 - avec Toquinho: Gente sospesa 1986 - avec Tosca: Destino - avec Zucchero: Un piccolo aiuto - avec Carmel McCourt: You are on my mind |